# Rososz (województwo lubelskie)
Rososz – wieś w Polsce położona w województwie lubelskim, w powiecie ryckim, w gminie Ryki.
Wieś historycznie położona w Ziemi Stężyckiej Małopolski. Geograficznie leży w południowej części Wysoczyzny Żelechowskiej, części Niziny Południopodlaskiej.
W latach 1975–1998 miejscowość położona była w województwie lubelskim.
Wieś jest sołectwem w gminie Ryki. Według Narodowego Spisu Powszechnego z roku 2011 wieś liczyła 954 mieszkańców.
W Rososzy działa klub piłkarski Amator Rososz.
Wierni Kościoła rzymskokatolickiego należą do parafii Wniebowzięcia Najświętszej Maryi Panny w Leopoldowie.

## Historia
Rososz to dawna wieś królewska notowana od XVI wieku.

W 1569 roku wieś Rososz należąca do starostwa stężyckiego, miała gruntów 23½ łana kmiecego i 20 zagrodników (Pawiński, Małopolska, 839). W 1664 roku Rososz, wieś królewska w powiecie stężyckim, miała 24 domów i 102 mieszkańców należała do starostwa Ryki.
Rososz (Rossosz) w wieku XIX stanowił wieś z folwarkiem, a także i dobra tej nazwy w powiecie garwolińskim, gminie i parafii Ryki, odległy 40 wiorst od Garwolina, według noty słownika „posiada stację drogi żelaznej nadwiślańskiej (Leopoldów), stację pocztową, dwa młyny wodne, fabrykę kafli, pokłady glinki, 58 domów i 497 mieszkańców”.
Według spisu miast, wsi i osad Królestwa Polskiego z 1827 roku były tu 82 domy i 455 mieszkańców. W 1885 roku folwark wsi Rossosz z nomenklaturą Żelazna posiadał rozległość 1127 mórg [...]. Wieś Rossosz osad 58, z gruntem mórg 865, wieś Grabów Rykski osad 22, z gruntem mórg 396; wieś Kruków osad 6, z gruntem mórg 116.